# Lisa Stokke
Lisa Stokke (Tromsø, 25 marzo 1975) è una cantante e attrice norvegese.

## Biografia
Quattro mesi dopo essersi laureata al Liverpool Institute for Performing Arts, Lisa Stokke ha ottenuto il ruolo principale di Sophie al musical Mamma Mia!, andato in scena a Londra.
Dopo aver realizzato oltre quattrocento spettacoli, ha rifiutato di rinnovare il suo contratto in Inghilterra ed è tornata in madrepatria, dove si è fatta conoscere nel corso degli anni 2000 come attrice recitando in musical, film e serie, e come cantante con l'album del 2006 A Piece of Lisa, che ha raggiunto il 12º posto nella classifica norvegese.
Nel 2010 è stata la protagonista del reality show di NRK Lisa Goes to Hollywood, incentrato sulla sua ricerca di ruoli di attrice a Hollywood. La serie è andata in onda anche su SVT in Svezia e su DR in Danimarca.
Nel 2012 ha partecipato al Melodi Grand Prix, il programma di selezione del rappresentante norvegese per l'Eurovision Song Contest, dove ha presentato l'inedito With Love, senza però superare le semifinali.
Nel 2013 ha cantato La den gå, versione in lingua norvegese di Let It Go, brano facente parte dalla colonna sonora del film campione d'incassi Frozen - Il regno di ghiaccio. Ha inoltre cantato dal vivo la canzone Into the Unknown dal film Frozen 2 - Il segreto di Arendelle in occasione della cerimonia dei premi Oscar 2020, dove ha accompagnando sul palco, insieme ad altre voci internazionali di Elsa, la cantante Idina Menzel (voce originale del personaggio).

## Discografia

### Album in studio
- 2006 – A Piece of Lisa

### Singoli
- 2001 – Himmelsendt (con Stein Ingebrigtsen)
- 2006 – Someone Like You
- 2012 – With Love
- 2013 – La den gå
- 2014 – Vitae pro
- 2015 – En super dag (con Torstein Bieler)

## Filmografia

### Cinema
- Lange flate ballær II, regia di Harald Zwart (2008)

### Televisione
- Jonathan Creek – serie TV (2001)
- Småbyliv – serie TV (2011)
- Sara & Selma – serie TV (2011)
- Håp i ei Gryte – serie TV (2015)
- Fortitude – serie TV (2017)
- Doctor Who – serie TV (2018)